# 凯瑟琳·香农
凯瑟琳·香农（英語：Kathleen Shannon，1964年9月20日—），澳大利亚女子自行车运动员。她曾代表澳大利亚参加1990年英联邦运动会自行车比赛，获得一枚铜牌。她也曾参加1988年和1992年夏季奥运会。